# Arndt Rauchalles

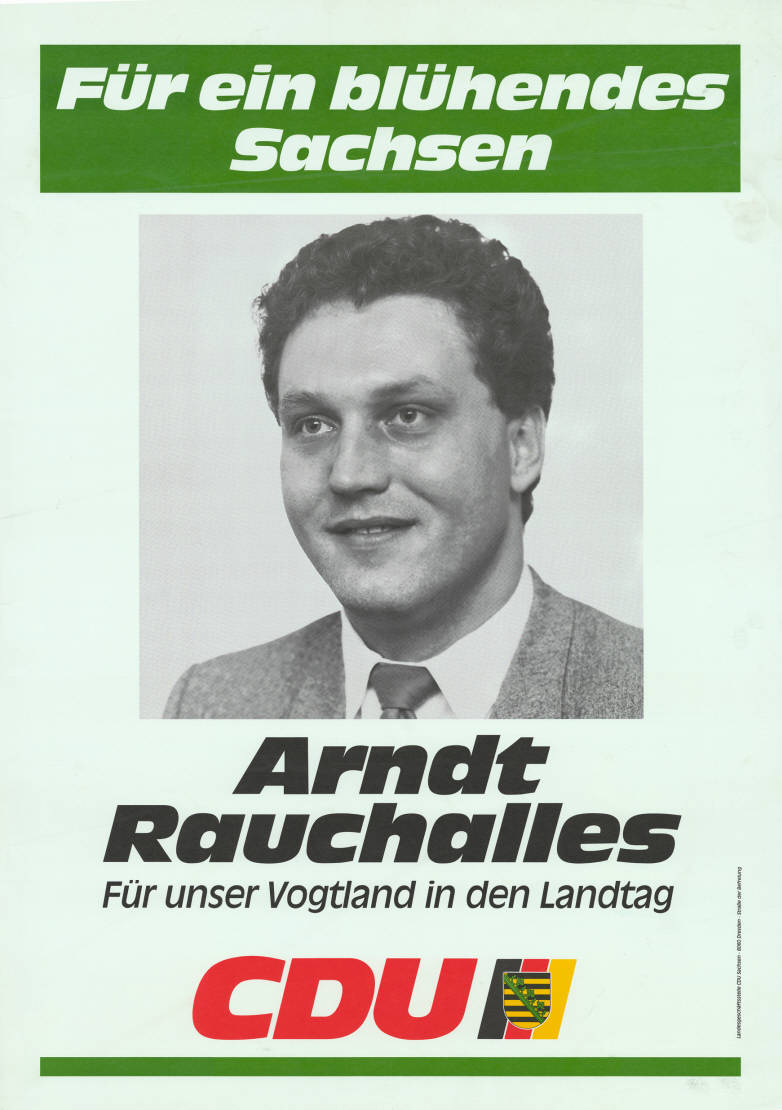
Wahlplakat für Arndt Rauchalles (1990)

Arndt Rauchalles (* 9. November 1957 in Karl-Marx-Stadt) ist ein ehemaliger deutscher Politiker (CDU, bis 1990 DDR-CDU). Er war kurzzeitig Mitglied des Sächsischen Landtages.

## Leben
Arndt Rauchalles besuchte die POS in Flöha. Anschließend machte er eine Lehre als Buchdrucker. Es folgte ein Studium des Verwaltungsrechts (extern).
Rauchalles ist evangelisch, verheiratet und hat zwei Kinder.

## Politik
Arndt Rauchalles wurde 1975 Mitglied der DDR-Blockpartei CDU. Zwischen 1980 und 1987 war er Mitglied des CDU-Kreisvorstandes Flöha und ab 1987 in Auerbach. Außerdem war er Mitglied im Landesvorstand der CDU und Vorstandsmitglied der KPV Sachsen. Von 1979 bis 1982 hatte Rauchalles das Amt des Stadtverordneten in Oederan inne. Zwischen 1982 und 1987 war er Abgeordneter der Gemeindevertretung Erdmannsdorf (heute zu Augustusburg), Stadtverordneter in Falkenstein.
Arndt Rauchalles war zwischen 1982 und 1987 Bürgermeister der Gemeinde Erdmannsdorf. Im Jahr 1990 wurde er Bürgermeister der Stadt Falkenstein/Vogtl. Das Amt hatte er bis zu seiner Verabschiedung am 2. August 2015 inne.
Im Oktober 1990 wurde Rauchalles über den Wahlkreis 79 (Auerbach 1) mit 55,2 Prozent der Stimmen in den Sächsischen Landtag gewählt. Nach seinem Ausscheiden am 15. März 1991 wurde Werner Schmidt sein Nachfolger.